# Славутський пивоварний завод
ПрАТ «Славутський пивоварний завод» — підприємство харчової промисловості України, зайняте у галузі виробництва та реалізації пива. Розташоване у місті Славута Хмельницької області.

## Історія
Офіційною датою відкриття пивоварного заводу князя Сангушко вважається 1885 рік. Проте, згідно з архівними даними, завод був побудований у 1824 році на місці старої пивоварні.
Протягом 1824-1829 років на заводі працювало 3 людини, а у 1850 році товарообіг складав 7 тис. царських рублів.
У 1885 році, поруч зі своїм парком, князь Сангушко побудував новий пивоварний завод замість старого. Виробнича потужність складала не менше 11 тис. дал на рік. Пізніше завод був орендований чеським купцем Земаном і щорічно виробляв пива на 5 тис. рублів.
У 1887 році пивоварний завод князя Сангушко взяв у оренду дехто Зеф. Об'єм виробництва збільшився до 12 тис. дал.
У 1983 році виробнича потужність досягла показника 347 тис. дал.
У 2011 році змінено форму власності на приватне акціонерне товариство "Славутський пивоварнний завод"

## Асортимент продукції
ПрАТ "Славутський пивоварний завод" представлений наступним асортиментом пива:
- «Князь Сангушко» — Світле пиво. Густина 14,0 %. алкоголь: 4,8% об;
- Пльзенський Лежак - світле пиво. 14%, алкоголь: 4% об.